# Orgànul
Un orgànul és cadascuna de les parts formades per material orgànic microscòpic que formen part i, per tant, integren una cèl·lula i s'encarreguen de dur a terme les diferents funcions vitals cel·lulars. Cada orgànul té una funció específica. Hi ha molt tipus d'orgànuls, particularment en les cèl·lules eucariotes.

## Analogia microscòpica i macroscòpica
Un orgànul és a una cèl·lula el que un òrgan és al cos, cada orgànul té una estructura i composició que en determina la seva funció.

### Microscòpia
Els orgànuls s'han identificat històricament a través de la microscòpia, i també han estat identificats fent ús del fraccionament cel·lular. Hi ha orgànuls membranosos (que tenen una membrana lipídica) i altres que no en tenen. Dins d'alguns orgànuls membranosos es duen a terme reaccions metabòliques de caràcter energètic que finalitzen amb la producció final d'ATP. La gran majoria d'orgànuls són inapreciables al microscopi òptic a causa del fet que es troben al límit de resolució d'aquest tipus de microscopi, per la qual cosa el seu descobriment i descripció de l'estructura va lligat al desenvolupament del microscopi electrònic.

## Classificació segons la seva gènesi
Tenint en compte la seva gènesi, els orgànuls es classifiquen en dos grups:
Orgànuls autogenètics, desenvolupats filogenèticament i ontogenètica a partir d'estructures prèvies que es fan més complexes.
Orgànuls d'origen endosimbiòtic, procedents de la simbiosi amb altres organismes.
orgànuls endosimbiòtics. Són orgànuls incorporats a la cèl·lula eucariota inicialment com bacteris endosimbionts. Els orgànuls d'origen endosimbiòtic tenen el seu propi genoma, la seva pròpia maquinària de síntesi proteica, inclosos ribosomes, i es multipliquen per bipartició, de manera que si s'extirpen experimentalment d'una cèl·lula no poden tornar a formar-se. Tot seguit hom parla de dos exemples d'orgànuls endosimbiòtics:
Mitocondris. Tots els eucariots coneguts tenen mitocondris, orgànuls derivats d'ells, com els hidrogenosomes, o si més no restes de gens mitocondrials incorporats al genoma nuclear.
Plastidis. Hi ha dues classes de plastidis, els primaris deriven de cianobacteris per endosimbiosi i els secundaris per endosimbiosi de cèl·lules eucariotes ja dotades de plastidi. Aquests últims són molt més complexos. Els plastidis s'han designat molt sovint amb altres noms en funció de llur pigmentació o del grup en què es presenten. La denominació cloroplast s'empra habitualment com a nom genèric.

## Llista

### Principals orgànuls eucariòtics
| Orgànul               | Funció | Estructura                                         | Organismes             | Notes                                       |
| --------------------- | --- | -------------------------------------------------- | ---------------------- | ------------------------------------------- |
| Cloroplast            | fotosíntesi                                                                                                  | posseeix doble membrana                            | plantes, protists      | Posseeix material genètic (ADN)             |
| Reticle endoplasmàtic | síntesi i embalatge de proteïnes i certs lípids (en vesícules)                                               | pot associar-se a ribosomes en algunes regions     | eucariots              | N'existeixen dos tipus: Rugós i Llis        |
| Aparell de Golgi      | transport i embalatge de proteïnes, rep vesícules del reticle endoplàsmic, forma glucolípids, glucoproteïnes | sacs aplanats limitats por membrana citoplasmàtica | la majoria d'eucariots | en les plantes es coneixen como dictiosomes |
| Mitocondri            | respiració cel·lular                                                                                         | compartiment de doble membrana                     | la majoria d'eucariots | Posseeix material genètic (ADN)             |
| Vacúols               | emmagatzematge, transport i homeòstasi                                                                       | sacs de membrana vesicular                         | plantes i fongs        |                                             |
| Nucli                 | manteniment d'ADN, i expressió genètica                                                                      | limitat per membrana doble                         | tots els eucariots     | Conté la major part d'ADN cel·lular         |

| Orgànul/component | Funció                                                                           | Estructura                                                                       | Organismes                         |
| ----------------- | -------------------------------------------------------------------------------- | -------------------------------------------------------------------------------- | ---------------------------------- |
| Acrosoma          | ajuda l'espermatozous a fusionar-se amb l'òvul                                   | compartiment de membrana simple                                                  | molts animals                      |
| Autofagosoma      | vesícula que emmagatzema material citoplasmàtic i orgànuls per a llur degradació | compartiment de doble membrana                                                   | totes les cèl·lues eucariotes      |
| Centrosoma        | Intervenen en la divisió cel·lular ajudant al moviment cromosòmic                | Estructures cilíndriques formades por tubs i envoltades de material proteic dens | animals                            |
| Cili              | moviment                                                                         | microtúbuls de proteïnes                                                         | animals, protists, algunes plantes |
| Exosoma           | degradació d'àcids nucleics                                                      | complex proteic                                                                  | eucariotes i arqueus               |
| Glioxisoma        | transformació de lípids en sucres                                                | compartiment de membrana simple                                                  | plantes                            |
| Hidrogenosoma     | producció d'energia i hidrogen                                                   | compartiment de doble membrana                                                   | alguns eucariots unicel·lulars     |
| Inflamasoma       | cascada d'inflamació                                                             | complex proteic                                                                  | eucariots                          |
| Lisosoma          | reciclar restes cel·lulars de rebuig                                             | compartiment de membrana simple                                                  | la majoria dels eucariots          |
| Magnetosoma       | orientació magnètica                                                             | cristalls de magnetita                                                           | alguns procariots                  |
| Melanosoma        | magatzem de pigments                                                             | compartiment de membrana simple                                                  | animals                            |
| Mitosoma          | Sense caracteritzar                                                              | compartiment de doble membrana                                                   | alguns eucariots unicel·lulars     |
| Miofibrilla       | contracció muscular                                                              | filaments entrellaçats                                                           | animals                            |
| Parentosoma       | Sense caracteritzar                                                              | Sense caracteritzar                                                              | fongs                              |
| Peroxisomes       | oxidació de proteïnes / desintoxicació cel·lular                                 | compartiment de membrana simple                                                  | tots els eucariots                 |
| Proteasoma        | degradació de proteïnes (previ marcat amb ubiquitina)                            | complex proteic                                                                  | tots els eucariotes i arqueus      |
| Ribosomes         | Creació de proteïnes a partir de la informació transmesa per l'ARN               | Estructures arrodonides formades por dues subunitats                             | tots els éssers vius               |
| Vesícula          | magatzem, transport, digestió de productes, digestió de residus cel·lulars       | compartiment de membrana simple                                                  | tots els eucariots                 |